# Fontaine-lès-Hermans
Fontaine-lès-Hermans är en kommun i departementet Pas-de-Calais i regionen Hauts-de-France i norra Frankrike. Kommunen ligger i kantonen Heuchin som tillhör arrondissementet Arras. År 2022 hade Fontaine-lès-Hermans 107 invånare.

## Befolkningsutveckling
Antalet invånare i kommunen Fontaine-lès-Hermans
| Referens: INSEE |